# Усачики дутые
Усачики дутые (лат. Phymatodes) — род жуков-усачей из подсемейства настоящих усачей.

## Описание
Взрослые жуки характеризуются небольшим телом, особенно в подроде Phymatodellus.
Переднеспинка на боках закруглённая, на диске с гладкими мозолями (Phymatodellus testsceus) или без них (Phymatodellus mediofasciatus). Бёдра на вершине утолщённые, булавовидные, сильно вздутые (Phymatodellus maaki) или постепенно утолщённые (P. abietinus). Надкрылья слегка выпуклые или заметно уплощённые. Первый членик задней лапки длиннее последующих вместе взятых в полтора раза (Phymatodes s. str.) или не длиннее их (Phymatodellus).

## Список видов
В состав рода включают следующие виды
- Phymatodes abietinus Plavilstshikov et Lurie, 1960
- Phymatodes aeneus LeConte, 1854
- Phymatodes aereus (Newman, 1838)
- Phymatodes alni (Linnaeus, 1758)
- Phymatodes amoenus (Say, 1824)
- Phymatodes ater LeConte, 1884
- Phymatodes blandus (LeConte, 1859)
- Phymatodes concolor Linsley, 1934
- Phymatodes decussatus (LeConte, 1857)
- Phymatodes dimidiatus (Kirby in Richardson, 1837)
- Phymatodes fulgidus Hopping, 1928
- Phymatodes grandis Casey, 1912
- Phymatodes hirtellus (LeConte, 1873)
- Phymatodes infuscatus (LeConte, 1859)
- Phymatodes lengi Joutel, 1911
- Phymatodes maculicollis LeConte, 1878
- Phymatodes nigerrimus Van Dyke, 1920
- Phymatodes nigrescens Hardy & Preece, 1927
- Phymatodes nitidus LeConte, 1874
- Phymatodes obliquus Casey, 1891
- Phymatodes rainieri Van Dyke, 1937
- Phymatodes shareeae Cope, 1984
- Phymatodes testaceus (Linnaeus, 1758)
- Phymatodes tysoni Chemsak & Linsley, 1984
- Phymatodes varius (Fabricius, 1776)
- Phymatodes vilitatis Linsley, 1940
- Phymatodes vulneratus (LeConte, 1857)
- Phymatodes zemlinae Plavilstshikov & Anufriev, 1964[4]